# Dendrochilum haslamii
Dendrochilum haslamii är en orkidéart som beskrevs av Oakes Ames. Dendrochilum haslamii ingår i släktet Dendrochilum och familjen orkidéer.

## Underarter
Arten delas in i följande underarter:
- D. h. haslamii
- D. h. quadrilobum